# San José Ayuquila
San José Ayuquila es una población en Oaxaca en el sur-occidente de México. Es una parte del Distrito de Huajuapan en el norte de la Región Mixteca Oaxaqueña.
A partir de 2005, el municipio tuvo una población total de 1,342.

## Toponimia
Ayuquila es contracción de Ayoxochquilla que significa "Donde abundan los quelites o hierbas comestibles de flor de calabaza", palabra compuesta de ayotli: calabaza, xochitl: flor, quilitl: quelite y de la variante de tla: abundancia.

## Recursos naturales
Los recursos naturales del municipio lo integran sus tierras de cultivo agrícola y los pastos para la cría de ganado.

## Cultura
Al santuario del Santo Niño de Atocha en Ayuquila, Oaxaca, población que se encuentra en los límites de Puebla colindando con la junta auxiliar de Ibarra Ramos del municipio de Chila de las Flores, es el más visitado cada 6 de enero día de los Santos Reyes, miles de peregrinos de la Mixteca poblana y oaxaqueña lo consideran como el niño santo más milagroso.
San José Ayuquila, es apenas una pequeña población donde habitan menos de 600 familias, el pueblo figura entre la lista de poblaciones con mayor número de migrantes, pero cada inicio de año llegan a este lugar cientos de peregrinos a darle gracias al Santo Niño de Atocha porque dicen es muy milagroso, la cifra de visitantes se eleva cada año y eso ha hecho que la festividad sea más grande.
La fiesta inicia desde el 3 de enero pero el día principal es el 6 de enero, el pueblo se prepara para recibir al excelentísimo señor obispo de la diócesis de Huajuapan de León, llega cada año para celebrar a las 12:00 horas la misa mayor en la que participan grupos católicos de todos los municipios de la Mixteca poblana, la fe ante la pequeña imagen es tan grande que no esperan encontrar sombra o una silla para asistir la misa, los rayos del sol forman parte de la devoción que llevan ante el niño milagroso.